# Pseudanthias lunulatus
Pseudanthias lunulatus är en fiskart som först beskrevs av Kotthaus, 1973.  Pseudanthias lunulatus ingår i släktet Pseudanthias och familjen havsabborrfiskar. Inga underarter finns listade i Catalogue of Life.